# Gentianella punicea
Gentianella punicea là một loài thực vật có hoa trong họ Long đởm. Loài này được (Wedd.) Holub mô tả khoa học đầu tiên năm 1967.